# Шабалинівська сільська рада
Шабали́нівська сільська́ ра́да — адміністративно-територіальна одиниця та орган місцевого самоврядування в Коропському районі Чернігівської області. Адміністративний центр — село Шабалинів.

## Загальні відомості
- Територія ради: 65,715 км²
- Населення ради: 1 663 особи (станом на 2001 рік)

Шабалинівська сільська рада зареєстрована 1921 року. Стала однією з 25-ти сільських рад Коропського району і одна з 17-ти, яка складається більше, ніж з одного населеного пункту.
На території сільради діє Шабалинівська ЗОШ I-III ст. та Шабалинівський ДНЗ.

## Населені пункти
Сільській раді підпорядковані населені пункти:
- с. Шабалинів (1646 осіб)
- с. Мохове (17 осіб)

## Склад ради
Рада складається з 16 депутатів та голови.
- Голова ради: Донець Володимир Петрович
- Секретар ради: Мацак Василь Іванович

### Керівний склад попередніх скликань
| Прізвище, ім'я, по батькові | Основні відомості                                                         | Дата обрання | Дата звільнення |
| --------------------------- | ------------------------------------------------------------------------- | ------------ | --------------- |
| Донець Володимир Петрович   | Сільський голова, 1958 року народження, освіта вища, член Народної партії | 26.03.2006   | 31.10.2010      |
| Донець Володимир Петрович   | Сільський голова, 1958 року народження, освіта вища, член Народної партії | 31.10.2010   |                 |

Примітка: таблиця складена за даними сайту Верховної Ради України

### Депутати
За результатами місцевих виборів 2010 року депутатами ради стали:

#### За суб'єктами висування
| Суб'єкт висування                 | Кількість обраних депутатів | %    |
| --------------------------------- | --------------------------- | ---- |
| Народна партія                    | 6                           | 37,5 |
| Партія регіонів                   | 6                           | 37,5 |
| Комуністична партія України       | 1                           | 6,3  |
| Політична партія «Сила і честь»   | 1                           | 6,3  |
| Політична партія «Сильна Україна» | 1                           | 6,3  |
| Самовисування                     | 1                           | 6,3  |

#### За округами
| № округу                          | Прізвище, ім'я, по батькові   | Дата визнання обраним | Освіта  | Партійна приналежність            | Відомості про обраного депутата                                        |
| --------------------------------- | ----------------------------- | --------------------- | ------- | --------------------------------- | ---------------------------------------------------------------------- |
| Комуністична партія України       |                               |                       |         |                                   |                                                                        |
| 8                                 | Грищенко Іван Іванович        | 02.11.2010            | середня | член Комуністичної партії України | БНТД, художній керівник                                                |
| Народна Партія                    |                               |                       |         |                                   |                                                                        |
| 5                                 | Насіка Тетяна Василівна       | 02.11.2010            | середня | член Народної партії              | Стаціонарне відділення Коропського територіального центру, повар       |
| 7                                 | Чигинок Любов Михайлівна      | 02.11.2010            | середня | член Народної партії              | Страхова компанія «Гарантія», страховий агент                          |
| 10                                | Притика Ганна Григорівна      | 02.11.2010            | вища    | член Народної партії              | Коропський територіальний центр, соціальний працівник                  |
| 11                                | Мацак Василь Іванович         | 02.11.2010            | вища    | член Народної партії              | Сільська рада, секретар                                                |
| 12                                | Прохорова Ганна Ваилівна      | 02.11.2010            | вища    | член Народної партії              | Сільська рада, землевпорядник                                          |
| 14                                | Покотило Анатолій Васильович  | 02.11.2010            | вища    | член Партії регіонів              | тимчасово не працює                                                    |
| Партія регіонів                   |                               |                       |         |                                   |                                                                        |
| 2                                 | Покотило Валентина Миколаївна | 02.11.2010            | вища    | позапартійна                      | ПОСП «Перемога», помічник головного бухгалтера                         |
| 3                                 | Притика Анатолій Григорович   | 02.11.2010            | вища    | член Партії регіонів              | лікарня, завгосп                                                       |
| 6                                 | Папка Валентина Михайлівна    | 02.11.2010            | вища    | позапартійна                      | лікарня, медична сестра                                                |
| 9                                 | Полян Галина Миколаївна       | 02.11.2010            | середня | позапартійна                      | ПОСП «Перемога», павар                                                 |
| 13                                | Костюк Світлана Олексіївна    | 02.11.2010            | вища    | позапартійна                      | лікарня, медична сестра                                                |
| 16                                | Толочко Віра Володимирівна    | 02.11.2010            | вища    | позапартійна                      | Стаціонарне відділення Коропського територіального центру, завідувачка |
| Політична партія «Сила і Честь»   |                               |                       |         |                                   |                                                                        |
| 4                                 | Федченко Анатолій Миколайович | 02.11.2010            | середня | позапартійний                     | ПОСП «Перемога», завідувач складу ПММ                                  |
| Політична партія «Сильна Україна» |                               |                       |         |                                   |                                                                        |
| 1                                 | Боярчук Наталія Степанівна    | 02.11.2010            | середня | позапартійна                      | МП «Менський сир», прийомник                                           |
| Самовисування                     |                               |                       |         |                                   |                                                                        |
| 15                                | Грищенко Ольга Іванівна       | 02.11.2010            | вища    | позапартійна                      | Шабалинівська загальноосвітня школа, вчитель                           |